# Mapusa
Mapusa – miasto w Indiach, w stanie Goa. W 2011 r. liczyło 39 989 mieszkańców.